# Клыпино (Кимрский район)
Клыпино — деревня в Кимрском районе Тверской области. Входит в состав Устиновского сельского поселения.

## География
Находится в юго-восточной части Тверской области на расстоянии приблизительно 19 км на север-северо-восток по прямой от районного центра города Кимры на правом берегу реки Малая Пудица.

## История
Известна была с 1628 года как пустошь, в 1678 году уже как деревня, владение Ивана Филипповича Суворова. В 1780-х годах здесь 7 дворов. В 1859 году здесь (деревня Корчевского уезда Тверской губернии) было учтено 10 дворов, в 1887 — 16.

## Население
Численность населения: 17 человек (1780-е годы), 73 (1859 год), 89 (1887), 1 (русские 100 %) 2002 году, 1 в 2010.